# Иљапел
Иљапел (шп. Illapel) је општина у Чилеу. По подацима са пописа из 2002. године број становника у месту је био 21.826.

## Демографија
| 2002.  |
| ------ |
| 21,826 |